# 笛吹き男 (ストロッツィ)
『笛吹き男』（ふえふきおとこ、伊: Il pifferaio、英: The Piper）は、17世紀イタリア・バロック期の画家ベルナルド・ストロッツィが1624年ごろ、キャンバス上に油彩で制作した風俗画である。1874年に当時の所有者であったマリーア・ブリニョーレ・サーレ・デ・フェラーリがジェノヴァ市に寄贈した作品で、同市のストラーダ・ヌォーヴァ美術館群に属すパラッツォ・ロッソに所蔵されている。

## 歴史
この絵画はジョ・フランチェスコ1世ブリニョーレ・サーレ (Gio. Francesco I Brignole-Sale)  (1643-1694年) の財産目録に記録されており、おそらく彼の父アントン・ジュリオ1世 (Anton Giulio I)、あるいは祖父のジョ・フランチェスコ・ブリニョーレ (Gio Francesco Brignole)  により委嘱されたものである。パラッツォ・ロッソ内の一家の邸宅の3階にあった画廊に掛けられていたことにより、作品は拡大されたが、1959年に行われた修復により本来のサイズに戻された。1717年に、作品はジョ・フランチェスコ2世と彼の兄弟ジョ・ジャコモ (Gio. Giacomo)  の間の財産分与目録に記載され、前者の所有となった。後の遺産相続で、作品はマリーア・ブリニョーレ＝サーレ・デ・フェラーリの所有となり、彼女は1874年にジェノヴァ市に作品を寄贈した。1995年に行われた新たな赤外線調査によると、本来の笛の長さはもっと短く、おそらくより大きな奥行き感を表すために引き伸ばされたと考えられる。

## 作品

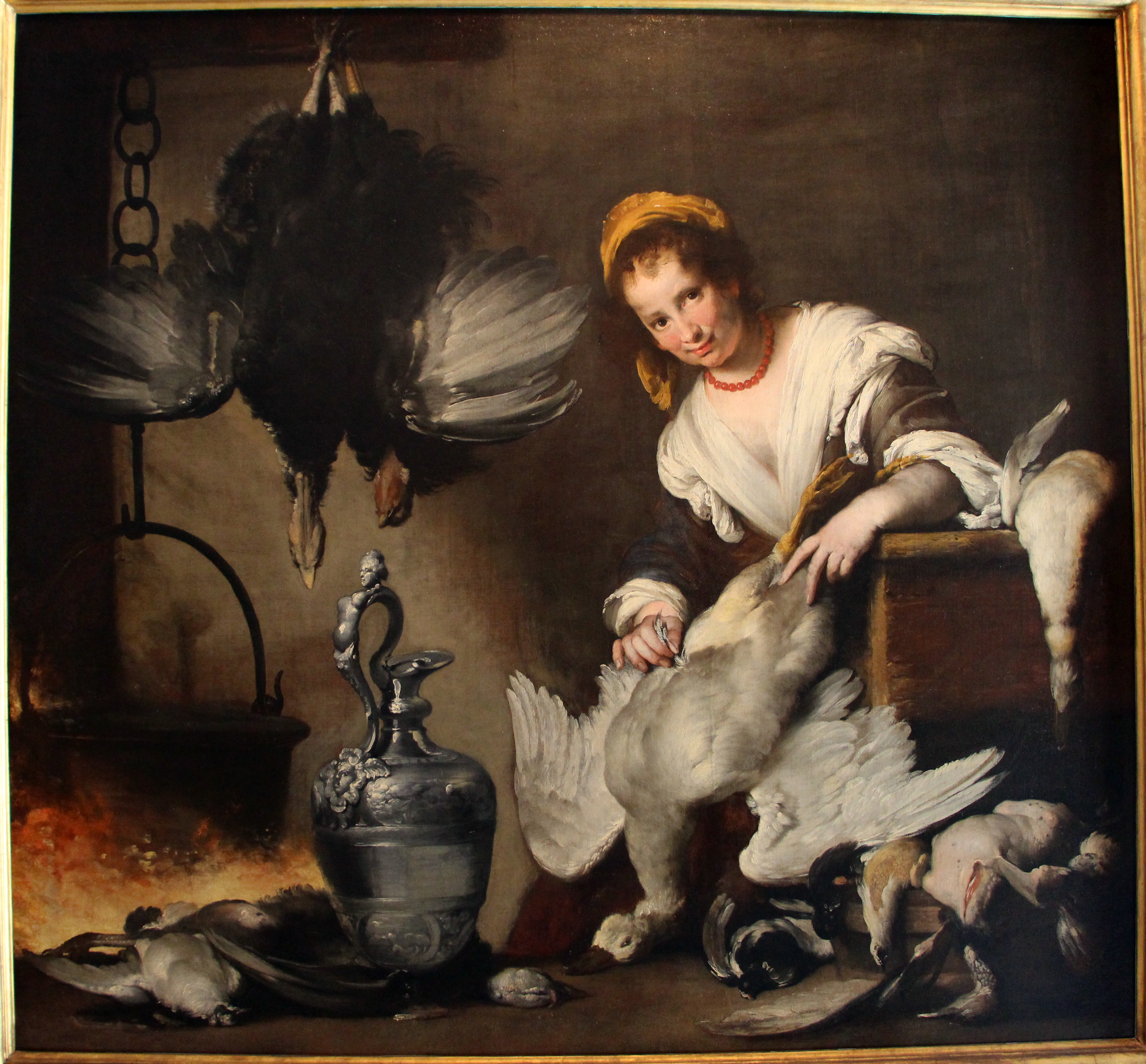
ベルナルド・ストロッツィ『料理をする女性』 (1625年ごろ)、パラッツォ・ロッソ、ジェノヴァ

この絵画にはいくつかの別バージョンがあるが、パラッツォ・ロッソの本作は最もよく知られるようになった。それは、18世紀までにブリニョーレ＝サーレのコレクションが訪問者と専門家の間で著名なものとなっていたからである。確実にストロッツィに帰属される本作の特徴は、色彩と、当時のジェノヴァに広く存在していたフランドル美術からの明らかな影響である。実際、北方絵画に典型的な風俗主題の選択、ならびにキアロスクーロの使用、緻密な細部描写、濃密で力強い色彩などが挙げられる。やはりブリニョーレ＝サーレのコレクションにあった『料理をする女性』 (パラッツォ・ロッソ蔵) との様式的、図像的類似性のため、本作の制作年はストロッツィが最も多作であった1624年ごろと推測される。この時期、芸術庇護者ジョ・カルロ・ドーリア (Gio. Carlo Doria)  の保護により、しばしばストロッツィは幅広い、知的で俗世的な環境にあったが、その結果として風俗画を描くことになったのである。